# Pohár FAČR 2011-2012
La Coppa della Repubblica Ceca 2011-2012 di calcio (in ceco Pohár FAČR) è stata la 19ª edizione del torneo. È iniziata il 23 luglio 2011 e si è conclusa il 2 maggio 2012. Il Sigma Olomouc ha vinto il trofeo per la prima volta, battendo in finale lo Sparta Praga.

## Turno preliminare
Hanno partecipato a questo turno 28 squadre di 4. liga e dei campionati regionali.
| Squadra 1              | Risultato | Squadra 2       |
| ---------------------- | --------- | --------------- |
| Rapid Liberec          | 1–3       | Jiskra Mšeno    |
| Jaroměř                | 1–3       | Dvůr Králové    |
| Mariner Bavorovice     | 1–4       | Tábor           |
| Jiskra Ústí nad Orlicí | 0–1       | Nová Paka       |
| Nejdek                 | 3–6       | Slavoj Žatec    |
| Čechie Uhříněves       | 1–2       | Zápy            |
| Hřebeč                 | 2–6       | Admira Praga    |
| Spartak Chrást         | 0–5       | Slavoj Koloveč  |
| Lovosice               | 0–3       | SIAD Souš       |
| Převýšov               | 2–1       | Trutnov         |
| Union Čelákovice       | 2–1       | Pěnčín-Turnov   |
| Štěchovice             | 1–2       | Slavoj Vyšehrad |
| Benešov                | 5–2       | Polepy          |
| Slavoj Polná           | 4–0       | Velké Meziříčí  |

## Primo turno
Hanno partecipato a questo turno le squadre di Druhá liga, Česka fotbalová liga, Moravskoslezská fotbalová liga, 4. liga e le vincenti del turno preliminare. Le partite si sono giocate tra il 30 luglio e il 10 agosto 2011.
| Squadra 1                 | Risultato           | Squadra 2            |
| ------------------------- | ------------------- | -------------------- |
| Jiskra Mšeno              | 0 – 2               | Hlavice              |
| Dvůr Králové              | 2 – 3               | OEZ Letohrad         |
| Tábor                     | 0 – 2               | Písek                |
| Nová Paka                 | 3 – 2               | Velim                |
| Slavoj Žatec              | 1 – 2               | Karlovy Vary         |
| Zápy                      | 1 – 3               | Sokol Ovčáry         |
| Admira Praga              | 0 – 0 (4 – 2 dtr)   | Kladno               |
| Slavoj Koloveč            | 2 – 3               | Jiskra Domažlice     |
| SIAD Souš                 | 0 – 5               | Baník Sokolov        |
| Převýšov                  | 2 – 0               | Arsenal Česká Lípa   |
| Union Čelákovice          | 0 – 7               | Kunice               |
| Slavoj Vyšehrad           | 2 – 1               | Hořovicko            |
| Benešov                   | 1 – 4               | Sezimovo Ústí        |
| Hlinsko                   | 1 – 5               | Pardubice            |
| Náchod-Deštné             | 0 – 4               | Chrudim              |
| Sokol Brozany             | 2 – 1               | Baník Most           |
| Vilémov                   | 0 – 6               | Ústí nad Labem       |
| Český Dub                 | 0 – 4               | Slovan Varnsdorf     |
| Cidlina Nový Bydžov       | 2 – 2 (3 – 1 dtr)   | Zenit Čáslav         |
| Strakonice                | 0 – 5               | Graffin Vlašim       |
| Roudnice nad Labem        | 1 – 0               | Bohemians Praga      |
| Přední Kopanina           | 1 – 2               | Králův Dvůr          |
| Meteor Praga VIII         | 2 – 1               | Chomutov             |
| Litol                     | 0 – 5               | Loko Vltavín         |
| Kolín                     | 2 – 1               | Marila Votice        |
| Slavoj Polná              | 3 – 0               | Pelhřimov            |
| České Heřmanice           | 1 – 1 (6 – 5 dtr)   | Lískovec             |
| Nový Jičín                | 2 – 5               | Frýdek-Místek        |
| Náměšť                    | 0 – 2               | Šumperk              |
| Havířov                   | 1 – 2               | Karviná              |
| Broumov                   | 1 – 1 (4 – 2 dtr)   | Tescoma Zlín         |
| Sparta Brno               | 1 – 2               | Zbrojovka Brno       |
| Vyškov                    | 1 – 1 (14 – 13 dtr) | Zábřeh               |
| Tasovice                  | 3 – 1               | Líšeň                |
| Žďas Žďár nad Sázavou     | 2 – 3               | Znojmo               |
| Třebíč                    | 1 – 3               | Rosice               |
| Mikulovice                | 2 – 0               | Hlučín               |
| Dolní Benešov             | 1 – 0               | Slavia Orlová        |
| Mohelnice                 | 0 – 2               | Uničov               |
| Petrovice                 | 0 – 1               | Opava                |
| Vrchovina                 | 0 – 5               | Vysočina Jihlava     |
| Dosta Bystrc              | 2 – 1               | Breclav              |
| Viktoria Otrokovice       | 1 – 8               | 1. HFK Olomouc       |
| Hodonín-Šardice           | 0 – 3               | Hanácká              |
| Slavičín                  | 1 – 4               | Fotbal Třinec        |
| Slovácká Sparta Spytihněv | 2 – 1               | Valašské Meziříčí    |
| Viktorie Přerov           | 1 – 3               | Spartak Hulín        |
| Celtic Bořetice           | 2 – 2 (4 – 3 dtr)   | Tatran Brno Bohuvice |

## Secondo turno
Partecipano a questo turno le squadre di Gambrinus liga e le vincenti del primo turno. Le partite si giocano dal 6 agosto al 7 settembre 2011.
| Squadra 1                 | Risultato         | Squadra 2          |
| ------------------------- | ----------------- | ------------------ |
| Sokol Ovčáry              | 4 – 1             | Hlavice            |
| Admira Praga              | 1 – 3             | Baník Sokolov      |
| Cidlina Nový Bydžov       | 1 – 4             | Kunice             |
| Opava                     | 2 – 2 (3 – 2 dtr) | Fotbal Třinec      |
| Loko Vltavín              | 1 – 2             | Hradec Králové     |
| Slavoj Vyšehrad           | 1 – 3             | Převýšov           |
| Slavoj Polná              | 0 – 4             | Zbrojovka Brno     |
| Chrudim                   | 0 – 3             | Mladá Boleslav     |
| Dosta Bystrc              | 1 – 1 (0 – 2 dtr) | Znojmo             |
| Nová Paka                 | 0 – 7             | Bohemians 1905     |
| Pardubice                 | 1 – 0             | OEZ Letohrad       |
| Kolín                     | 2 – 2 (1 – 2 dtr) | Králův Dvůr        |
| Graffin Vlašim            | 0 – 3             | Dyn. Č. Budějovice |
| Tasovice                  | 7 – 3             | Rosice             |
| Celtic Bořetice           | 1 – 4             | Hanácká            |
| Sezimovo Ústí             | 3 – 1             | Příbram            |
| Slovácká Sparta Spytihněv | 2 – 3             | Sigma Olomouc      |
| Spartak Hulín             | 0 – 3             | Vysočina Jihlava   |
| České Heřmanice           | 0 – 2             | Slovácko           |
| Broumov                   | 1 – 2             | Frýdek-Místek      |
| Šumperk                   | 3 – 0             | Vyškov             |
| Mikulovice                | 4 – 0             | Dolní Benešov      |
| 1. HFK Olomouc            | 2 – 2 (2 – 4 dtr) | Karviná            |
| Meteor Praga VIII         | 1 – 6             | Slavia Praga       |
| Slovan Varnsdorf          | 0 – 4             | Slovan Liberec     |
| Písek                     | 2 – 3             | Viktoria Žižkov    |
| Sokol Brozany             | 0 – 1             | Dukla Praga        |
| Ústí nad Labem            | 0 – 2             | Teplice            |
| Roudnice nad Labem        | 0 – 8             | Jablonec           |
| Uničov                    | 0 – 3             | Baník Ostrava      |
| Karlovy Vary              | 1 – 4             | Viktoria Plzeň     |
| Jiskra Domažlice          | 1 – 7             | Sparta Praga       |

## Terzo turno
Le partite si giocano tra il 30 agosto e il 12 novembre 2011.
| Squadra 1        | Risultato | Squadra 2          |
| ---------------- | --------- | ------------------ |
| Znojmo           | 2 – 1     | Bohemians 1905     |
| Šumperk          | 0 – 2     | Baník Ostrava      |
| Zbrojovka Brno   | 1 – 3     | Mladá Boleslav     |
| Sokol Ovčáry     | 0 – 2     | Viktoria Žižkov    |
| Tasovice         | 0 – 4     | Dukla Praga        |
| Frýdek-Místek    | 0 – 2     | Slovácko           |
| Mikulovice       | 0 – 4     | Teplice            |
| Karviná          | 4 – 1     | Opava              |
| Převýšov         | 3 – 0     | Slavia Praga       |
| Králův Dvůr      | 0 – 2     | Dyn. Č. Budějovice |
| Slovan Liberec   | 3 – 1     | Hradec Králové     |
| Vysočina Jihlava | 1 – 2     | Sigma Olomouc      |
| Hanácká          | 1 – 3     | Sezimovo Ústí      |
| Baník Sokolov    | 1 – 3     | Viktoria Plzeň     |
| Pardubice        | 1 – 3     | Sparta Praga       |
| Kunice           | 4 – 6     | Jablonec           |

## Ottavi di finale
Le partite di andata si sono giocate tra il 21 settembre 2011 e il 7 marzo 2012, quelle di ritorno tra il 18 ottobre 2011 e il 14 marzo 2012.
| Squadra 1          | Totale    | Squadra 2       | Andata | Ritorno |
| ------------------ | --------- | --------------- | ------ | ------- |
| Sezimovo Ústí      | 1 – 5     | Sigma Olomouc   | 1 – 4  | 0 – 1   |
| Převýšov           | 2 – 6     | Slovan Liberec  | 1 – 4  | 1 – 2   |
| Viktoria Plzeň     | 1 – 3     | Mladá Boleslav  | 1 – 1  | 0 – 2   |
| Teplice            | 4 – 1     | Karviná         | 1 – 0  | 3 – 1   |
| Jablonec           | 3 – 3 gfc | Dukla Praga     | 1 – 0  | 2 – 3   |
| Slovácko           | 1 – 1 gfc | Baník Ostrava   | 1 – 1  | 0 – 0   |
| Dyn. Č. Budějovice | 2 – 1     | Viktoria Žižkov | 1 – 0  | 1 – 1   |
| Znojmo             | 1 – 7     | Sparta Praga    | 1 – 4  | 0 – 3   |

## Quarti di finale
Le partite di andata si sono giocate il 21 marzo 2012, quelle di ritorno il 28 e il 29 marzo.
| Squadra 1          | Totale | Squadra 2      | Andata | Ritorno |
| ------------------ | ------ | -------------- | ------ | ------- |
| Mladá Boleslav     | 1 – 2  | Sparta Praga   | 1 – 1  | 0 – 1   |
| Dyn. Č. Budějovice | 0 – 5  | Jablonec       | 0 – 0  | 0 – 5   |
| Sigma Olomouc      | 4 – 2  | Baník Ostrava  | 2 – 1  | 2 – 1   |
| Teplice            | 3 – 1  | Slovan Liberec | 1 – 1  | 2 – 0   |

## Semifinali
Le partite di andata si sono giocate l'11 aprile 2012, quelle di ritorno il 18 e il 19 aprile.
| Squadra 1     | Totale | Squadra 2 | Andata | Ritorno |
| ------------- | ------ | --------- | ------ | ------- |
| Sparta Praga  | 4 – 2  | Jablonec  | 1 – 0  | 3 – 2   |
| Sigma Olomouc | 3 – 0  | Teplice   | 0 – 0  | 3 – 0   |

## Finale
| Arbitro: | Michal Paták |

|  |           |            |
|  | Marcatori | 47’ Vepřek |